# Старый Крым (Донецкая область)
Ста́рый Крым (укр. Ста́рий Крим, урум. Эст’и Хырым) — посёлок в Мариупольской городской общине Мариупольского района Донецкой области Украины. 5 887 жителей (2019 год). В Старом Крыму работает специализированная школа с углубленным изучением новогреческого языка № 46. 
2 марта 2022 года посёлок был оккупирован российскими войсками в ходе вторжения России на Украину. 

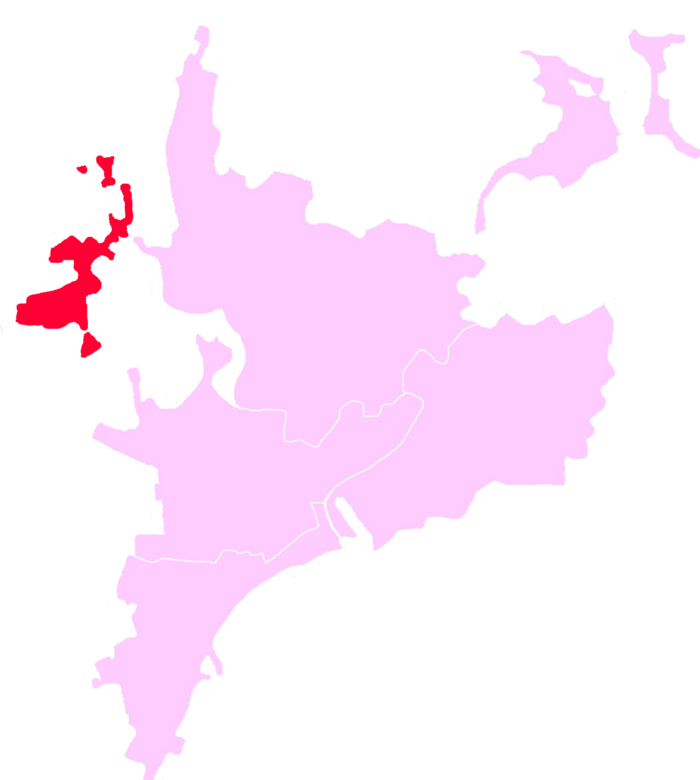
Расположение поселка

## История
Основан в 1780 году греками-переселенцами из Крыма.

## Население
Количество на начало года.
| Год  | Количество жителей |
| ---- | ------------------ |
| 1859 | 874                |
| 1886 | 929                |
| 1897 | 1779               |
| 1908 | 1896               |
| 1939 | 4546               |
| 1959 | 4364               |
| 1966 | 5800               |
| 1970 | 5431               |
| 1975 | 6000               |
| 1979 | 6073               |
| 1987 | 6300               |
| 1989 | 6238               |
| 1992 | 6500               |
| 1998 | 6100               |
| 2002 | 6208               |
| 2003 | 6168               |
| 2004 | 6141               |
| 2005 | 6123               |
| 2006 | 6123               |
| 2007 | 6109               |
| 2009 | 6092               |
| 2010 | 6088               |
| 2011 | 6069               |
| 2012 | 6053               |
| 2013 | 6047               |
| 2014 | 6051               |
| 2015 | 6025               |

По переписи населения 1897 года в Старом Крыму проживало 100 % (1779 из 1779 чел.) православных.
В 2001 году родным языком считали:
- русский язык — 5 978 чел. (96,30 %)
- украинский язык — 203 чел. (3,27 %)
- греческий язык — 20 чел. (0,32 %)
- молдавский язык — 1 чел. (0,02 %)

## Экономика
Основная часть населения работает на предприятиях Мариуполя. Добыча гранита, месторождение графита неподалёку. Ранее — Ждановское рудоуправление.

## Персоналии
- Белочуб, Пантелеймон Фёдорович
- Буданов, Абрам Ефремович